# Kanton Le Marin
Kanton Le Marin (francouzsky Canton du Marin) by francouzský kanton v departementu Martinik v regionu Martinik. Nacházela se v něm pouze obec Le Marin. Zrušen byl v roce 2015.